# Never More than Less
Never More Than Less est un groupe canadien, originaire de la ville de Québec, au Québec. Le groupe joue un mélange de metal et de punk. Le groupe est fondé en 1999, alors que plusieurs des membres n'étaient pas encore en âge de se produire dans les clubs.

## Biographie
En 2010 sort leur nouvel album simplement intitulé The Album. Le 6 décembre 2010, ils jouent au Bikini, à Toulouse, le 9 décembre. Never More Than Less entre au Studio Sonum de Québec en septembre 2014 pour l’enregistrement d'un quatrième album avec Chris Edrich (The Ocean, Mnemic, The Atlas Moth, etc.). Never More than Less publie son quatrième album Peace, War, Whatever le vendredi 29 septembre 2016 au Cercle. Ils jouent le samedi soir du 28 janvier 2017 à l'Alternative de Baie-Comeau, avec David Ouellet, le bassiste.
En mai 2017, ils sont annoncés avec Metallica et The Who au 50e anniversaire du Festival d'été de Québec.

## Influences
Never More than Less est d'abord influencé par plusieurs courants ; « Au commencement du groupe, [...] notre grande admiration pour la musique progressive (Tool, Porcupine Tree, Genesis, etc) nous ouvrit l'esprit à l'égard de la musique et des arts; ce qui nous a mis en contact avec, entre autres, la musique actuelle (notamment John Zorn et les projets de Mike Patton). [...] Aujourd'hui, après près de 10 ans de recherche et d'expériences, nous sommes revenus à nos racines [...]. Désormais, nous tentons de faire avancer notre style en imposant une structure pop à notre esthétique initialement métal - punk - rock - hardcore (influencé des groupes Refused, Nirvana, Deftones, Unearth et Underoath », comme le raconte le membre fondateur Patrick Labbé dans le dossier de presse disponible sur leur site officiel.

## Membres

### Membres actuels
- Paul Di Giacomo – voix
- Mathieu Roy-Lortie – guitare
- David Ouellet – basse
- Patrick Labbé – batterie, voix

### Anciens membres
- Éric Turcotte – basse (1999–2008)
- Louis Martineau – guitare (1999–2014)

## Discographie

### Albums studio
- 2005 : Of Beauty and Decay
- 2008 : Relentless
- 2010 : The Album
- 2016 : Peace, War, Whatever